# Монгондо, Никита
Никита Монгондо (фр. Nikita Moungondo; род. 9 августа 1992) — конголезский шоссейный велогонщик.

## Карьера
В 2011 году стал призёром чемпионата Республики Конго в групповой гонке.
В 2014 году в рамках Африканского тура UCI стартовал на Туре Камеруна. 
В 2015 году принял участие в Африканских играх 2015, проходивших в Браззавиле (Республика Конго), где выступил в двух гонках. Сначала в составе сборной Республики Конго (в которую также входили Марк Чикайя, Гисмар Гома и Гислен Мамбома) в командной гонке с раздельным стартом по итогом которой команда заняла предпоследнее 15 место, уступив занявшей первое место сборной ЮАР 6 минут 43 секунды. А затем в групповой гонке, но не смог финишировать.

## Достижения
2011
3-й на Чемпионат Республики Конго — групповая гонка